# Poetry
Poetry (시?, SiLR) è un film del 2010 scritto e diretto da Lee Chang-dong.
Presentato in concorso al 63º Festival di Cannes, ha vinto il premio per la miglior sceneggiatura.

## Trama
Yang Mi-ja è una anziana signora di Incheon che lavora come badante e che vive con il nipote affidatole dalla figlia trasferitasi per motivi di lavoro. Un giorno Mi-ja viene contattata dal padre di un amico del nipote che le rivela che il proprio figlio e i suoi cinque amici, tra cui il nipote della donna, hanno violentato per mesi una compagna di scuola portandola al suicidio. Il padre dell'amico le riferisce anche che gli altri cinque genitori hanno intenzione di corrompere la madre della ragazza affinché non faccia parola con la polizia delle violenze subite dalla figlia e chiedono che anche Mi-ja versi la sua parte, che però l'anziana badante non possiede.
Contemporaneamente Mi-ja ha delle amnesie periodiche che si rivelano essere un principio di Alzheimer; tuttavia questo non le impedisce di seguire corsi di composizione poetica e frequentare locali di lettura di poesie, nel vano tentativo di comporre un'opera propria che non riesce a causa della mancanza di ispirazione. Durante queste letture conosce un poliziotto, apparentemente molto volgare e superficiale ma in realtà con un profondo senso del dovere, che arresta il nipote con i suoi cinque amici. Dopo l'arresto, e grazie al pensiero rivolto alla ragazza che si è suicidata per colpa del nipote, Mi-ja riesce finalmente a comporre la tanto agognata poesia.

## Riconoscimenti
- 2010 - Festival di Cannes
  - Premio per la miglior sceneggiatura